# مونتیانو
مونتیانو (به ایتالیایی: Montiano) یک کومونه در ایتالیا است که در استان فورلی-چزنا واقع شده‌است.

## خصوصیات
مونتیانو ۹٫۳ کیلومترمربع مساحت و ۱٬۵۷۳ نفر جمعیت دارد و ۱۵۹ متر بالاتر از سطح دریا واقع شده‌است.